# Benjamin Libet
Benjamin Libet ['bɛndʒəmɪn 'lɪbət] (* 12. April 1916 in Chicago, Illinois; † 23. Juli 2007 in Davis, Kalifornien) war ein US-amerikanischer Physiologe. Über das Fachpublikum hinaus wurde er Anfang der 1980er Jahre bekannt aufgrund eines als „Libet-Experiment“ namhaft gewordenen Versuchs zur Messung der zeitlichen Abfolge bewusster Handlungsentscheidungen und ihrer motorischen Umsetzung. Dieser löste eine kontroverse Diskussion über mögliche Schlussfolgerungen über die Freiheit des menschlichen Willens aus.

## Leben
Libets Eltern waren vor dem Ersten Weltkrieg aus der Ukraine nach Chicago ausgewandert, Vater Morris Libitsky 1909 und Mutter Anna Charovsky 1913. Die Eltern waren Juden und sprachen zu Hause nur Jiddisch. Benjamin lernte Englisch als zweite Sprache durch Kontakt mit anderen Kindern auf der Straße. Seinen Namen Libitsky änderte er 1939 aus Karrieregründen in Libet. Libet studierte bis 1936 an der Universität von Chicago Physiologie und promovierte 1939 in diesem Fach. Nach Anstellungen an verschiedenen amerikanischen Universitäten war er von 1949 bis zu seiner Emeritierung Professor an der University of California, San Francisco. 1956/57 reiste er nach Canberra, um dort gemeinsam mit John Eccles zu forschen.
2003 wurde er mit dem Virtual Nobel Prize in Psychology der Universität Klagenfurt ausgezeichnet.

## Werk und Rezeption
Libet selbst war ein Verfechter des freien Willens, dem er jedoch nur eine Vetofunktion zubilligte. Darunter verstand er die Möglichkeit, aufgrund moralischer Erwägungen unbewusst aufkommende Handlungsimpulse zu unterdrücken. Er plädierte zudem für den Indeterminismus, den er als Voraussetzung des freien Willens betrachtete.
Einzelne Stimmen meinen, dass Libets Experimente den freien Willen als Illusion entlarvten und Libet es nur nicht wage, die volle Konsequenz seiner Ergebnisse zu akzeptieren. Viele Philosophen weisen dagegen darauf hin, dass Libets Versuche weder zur Erforschung der Willensfreiheit konzipiert wurden, noch methodisch dazu geeignet sind. Sein Experiment wurde nur an sechs Studenten durchgeführt. Libet selbst gestand ein, dass seine Position zur Willensfreiheit von persönlicher Überzeugung geprägt ist und über das hinausgeht, was sich wissenschaftlich durch seine Ergebnisse begründen lässt.
Die experimentellen Ergebnisse sind von anderen Forschern teilweise bestätigt worden.